# Acacia iteaphylla
Acacia iteaphylla är en ärtväxtart som beskrevs av George Bentham. Acacia iteaphylla ingår i släktet akacior, och familjen ärtväxter. Inga underarter finns listade i Catalogue of Life.